# Halowe Mistrzostwa Świata w Lekkoatletyce 2006 – bieg na 60 m przez płotki kobiet
Bieg na 60 m przez płotki kobiet – jedna z konkurencji rozgrywanych podczas halowych mistrzostw świata w lekkoatletyce w 2006. Eliminacje, półfinały oraz finał odbyły się 11 marca.
Do eliminacji zgłoszone zostały 22 zawodniczki z 17 państw.
Zawody w tej konkurencji wygrała reprezentantka Irlandii Derval O’Rourke. Drugą pozycję zajęła zawodniczka z Hiszpanii Glory Alozie, trzecią zaś reprezentująca Szwecję Susanna Kallur.

## Wyniki

### Eliminacje
Źródło: 
Bieg 1
| Miejsce | Zawodniczka           | Państwo           | Wynik | Uwagi |
| ------- | --------------------- | ----------------- | ----- | ----- |
| 1.      | Lacena Golding-Clarke | Jamajka           | 7,98  |       |
| 2.      | Danielle Carruthers   | Stany Zjednoczone | 8,04  |       |
| 3.      | Feng Yun              | Chiny             | 8,04  | NR    |
| 4.      | Kirsten Bolm          | Niemcy            | 8,05  |       |
| 5.      | Nicole Ramalalanirina | Francja           | 8,14  |       |
| 6.      | Aleksandra Komnu      | Grecja            | 8,14  |       |
| 7.      | Olga Korsunowa        | Rosja             | 8,25  |       |

Bieg 2
| Miejsce | Zawodniczka        | Państwo           | Wynik | Uwagi |
| ------- | ------------------ | ----------------- | ----- | ----- |
| 1.      | Susanna Kallur     | Szwecja           | 7,96  |       |
| 2.      | Damu Cherry        | Stany Zjednoczone | 7,97  |       |
| 3.      | Adrianna Lamalle   | Francja           | 8,02  | PB    |
| 4.      | Aurelia Trywiańska | Polska            | 8,04  |       |
| 5.      | Sarah Claxton      | Wielka Brytania   | 8,07  |       |
| 6.      | Maíla Machado      | Brazylia          | 8,08  | AR    |
| 7.      | Solène Eboulabeka  | Kongo             | 8,88  |       |

Bieg 3
| Miejsce | Zawodniczka             | Państwo   | Wynik | Uwagi |
| ------- | ----------------------- | --------- | ----- | ----- |
| 1.      | Michelle Freeman        | Jamajka   | 7,90  |       |
| 2.      | Derval O’Rourke         | Irlandia  | 7,93  |       |
| 3.      | Glory Alozie            | Hiszpania | 8,03  |       |
| 4.      | Anay Tejeda             | Kuba      | 8,05  | SB    |
| 5.      | Jenny Kallur            | Szwecja   | 8,06  | SB    |
| 6.      | Tatjana Pawlij          | Rosja     | 8,07  |       |
| 7.      | Nadine Faustin-Parker   | Haiti     | 8,08  |       |
| 8.      | María Gabriela Carrillo | Salwador  | 9,14  | PB    |

### Półfinały
Źródło: 
Bieg 1
| Miejsce | Zawodniczka           | Państwo           | Wynik | Uwagi |
| ------- | --------------------- | ----------------- | ----- | ----- |
| 1.      | Kirsten Bolm          | Niemcy            | 7,91  | SB    |
| 2.      | Lacena Golding-Clarke | Jamajka           | 7,94  |       |
| 3.      | Susanna Kallur        | Szwecja           | 7,95  |       |
| 4.      | Danielle Carruthers   | Stany Zjednoczone | 7,95  |       |
| 5.      | Aurelia Trywiańska    | Polska            | 7,97  |       |
| 6.      | Adrianna Lamalle      | Francja           | 8,06  |       |
| 7.      | Tatjana Pawlij        | Rosja             | 8,06  | PB    |
| 8.      | Sarah Claxton         | Wielka Brytania   | 8,19  |       |

Bieg 2
| Miejsce | Zawodniczka           | Państwo           | Wynik | Uwagi |
| ------- | --------------------- | ----------------- | ----- | ----- |
| 1.      | Derval O’Rourke       | Irlandia          | 7,87  | NR    |
| 2.      | Glory Alozie          | Hiszpania         | 7,88  | SB    |
| 3.      | Jenny Kallur          | Szwecja           | 7,93  | SB    |
| 4.      | Damu Cherry           | Stany Zjednoczone | 7,96  |       |
| 5.      | Nadine Faustin-Parker | Haiti             | 8,07  |       |
| 6.      | Feng Yun              | Chiny             | 8,12  |       |
| 7.      | Anay Tejeda           | Kuba              | 8,25  |       |
| 8.      | Michelle Freeman      | Jamajka           | 36,17 |       |

### Finał
Źródło: 
| Miejsce | Zawodniczka           | Państwo           | Wynik | Uwagi |
| ------- | --------------------- | ----------------- | ----- | ----- |
| 01 !    | Derval O’Rourke       | Irlandia          | 7,84  | NR    |
| 02 !    | Glory Alozie          | Hiszpania         | 7,86  | SB    |
| 03 !    | Susanna Kallur        | Szwecja           | 7,87  |       |
| 4.      | Danielle Carruthers   | Stany Zjednoczone | 7,88  | PB    |
| 5.      | Kirsten Bolm          | Niemcy            | 7,93  |       |
| 6.      | Lacena Golding-Clarke | Jamajka           | 7,94  |       |
| 7.      | Damu Cherry           | Stany Zjednoczone | 7,95  | PB    |
| 8.      | Jenny Kallur          | Szwecja           | 7,98  |       |